# Саньйоре
Саньйоре (груз. სანიორე) — село в Грузії.
За даними перепису населення 2014 року в селі проживає 735 осіб.